# المهدي المنبهي
المهدي المنبهي كان العلاف الكبير (لقب وزير الدفاع أو وزير الحربية في «حكومة» المخزن المغربي قديما) في عهد السلطان مولاي عبد العزيز ما بين سنتي 1894 م إلى 1908م. وصفه غابرييل فير «رجلا. دقيق البنية، متقد العينين شرارا، كعيني وحش صغير، أو عيني ذئب.»
كان الحاج المهدي المنبهي قد ولج البلاط السلطاني ضمن قبيلته المنابهة إحدى قبائل الكيش. عمل تحت أوامر الصدر الأعظم باحماد مخزنيا حاملا للرسائل فمكلفا باستقبال الوفادات على السلطان حيث حضي بثقة السلطان مولاي عبد العزيز.
عين بداية من عام 1901 م سفيرا للمغرب لدى كل من ألمانيا وإنجلترا حيث مثل السلطان مولاي عبد العزيز في تتويج إدوارد السابع ملك المملكة المتحدة خلفا لامه الملكة فيكتوريا (1837 م - 1901 م)، قبل أن يقود بعد سنتين، عبر محاولات متكررة، حملات المخزن ضد بوحمارة. لكن فشله في مهمته هاته أفقده مكانته وحظوته لدى السلطان. حينها، سيغادر مراكش في اتجاه المشرق العربي لأداء مناسك الحج ثم طنجة التي مات بها عام 1939م.
امتلك عدة بنايات منها قصور بمراكش (متحف مراكش) وفاس (متحف البطحاء) وطنجة. توجد أطلال دار تعرف محليا بدار المهدي المنبهي بدوار اولاد أحمد الجبالة مسقط رأسه في قبيلة المنابهة إحدى قبائل البور بناحية مراكش. 